# Kedaung Baru
Kedaung Baru is een bestuurslaag in het regentschap Tangerang van de provincie Banten, Indonesië. Kedaung Baru telt 7716 inwoners (volkstelling 2010).